# ある過去の行方
『ある過去の行方』（あるかこのゆくえ、仏: Le passé、英: The Past）は、2013年のフランスのドラマ映画。アスガー・ファルハディが脚本と監督を務め、ベレニス・ベジョ、タハール・ラヒム、アリ・モサファが主演した。イランの映画監督であるファルハディにとって初の海外資本作品であり、パリを舞台に、夫婦や恋人、親子の間でそれぞれの思いや願いがすれ違い、事態が膠着状態に陥るさまをスリリングに描いた群像劇である。
本作は第66回カンヌ国際映画祭のコンペティション部門に出品され、ベジョに女優賞をもたらした。第86回アカデミー賞外国語映画部門のイラン代表作品である。

## ストーリー
テヘランに住むアフマドは、4年前に別れたフランス人妻マリーの要請により正式な離婚手続きを完了するためにパリを訪れる。マリーは自身の娘2人だけでなく、恋人のサミールとその息子と既に同居しており、アフマドは到着後すぐに長女リュシーとマリーの関係が良好でないことを知る。当初は、単に年頃のリュシーがマリーの再婚に反対しているだけと思われたが、実はサミールの妻セリーヌが自殺未遂で植物状態にあること、更に、自殺未遂の原因が、マリーとサミールの不倫関係をリュシーがメールでセリーヌに伝えたためであることが分かる。アフマドに説得されて、その事実を明かしたリュシーをマリーは激しく罵るが、許して受け入れる。マリーはこの事実をサミールに伝えるが、サミールは疑問を抱く。リュシーは、セリーヌのメールアドレスを、サミールの経営するクリーニング店に電話をして本人から直接聞いたとしているが、鬱病を患い、店でトラブルを起こしていたセリーヌはその日に店にはおらず、電話に出ることもなかったはずだからである。実は、サミールの店の従業員であるナイマがセリーヌのふりをしてメールアドレスを教えたのである。ナイマはかねてより、セリーヌから嫌われていると思い込み、更にサミールの不倫相手と疑われていると思っていたことから、リュシーにメールアドレスを教えたのだ。サミールはナイマをクビにするが、ナイマの残した言葉に更に疑問がわく。もしセリーヌがリュシーからのメールを読んでいたのなら、サミールかマリーの前で自殺を図るはずだが、実際にはナイマの前で行なったのである。ナイマの言うように、ナイマを不倫相手と思い込み、リュシーからのメールは読んでいない可能性もあるが、真相はセリーヌが目覚めるまで明らかになることはない。一連の出来事を通じ、マリーはアフマドを失った心の隙間をサミールで埋めていただけであり、一方のサミールもセリーヌの鬱病という現実から逃避するためにマリーと関係を持っていただけで、マリーが妊娠したために仕方なく、再婚を決めただけであることが明らかになる。アフマドはイランに帰る。サミールは息子をマリーに預け、セリーヌを見舞う。香りが意識を取り戻すきっかけになる可能性があることから、サミールはセリーヌが好きだったサミールの香水をつけてセリーヌを抱きしめる。

## キャスト
- マリー: ベレニス・ベジョ - 薬剤師。
- サミール: タハール・ラヒム - クリーニング店経営。マリーの恋人。
- アフマド: アリ・モサファ（英語版） - マリーと離婚手続き中のイラン人男性。
- リュシー: ポリーヌ・ビュルレ（フランス語版） - マリーの長女。実父はベルギー在住。
- フォアド: エリス・アギス - サミールの息子。母親は自殺未遂で植物状態。
- レア: ジャン・ジェスタン - マリーの次女。リュシーの同父妹。
- ナイマ: サブリナ・ウアザニ（フランス語版） - サミールの店の従業員。不法移民。
- シャーリヤー: ババク・カルミ（英語版） - アフマドの友人。
- ヴァレリア: ヴァレリア・カヴァッリ - シャーリヤーの妻。

## 作品の評価

### 映画批評家によるレビュー
Rotten Tomatoesによれば、批評家の一致した見解は「美しく書かれ、繊細に演出され、力強く演じられた『ある過去の行方』は、アスガー・ファルハディの重層的なドラマ作りの才能を示す説得力のある証拠をさらにもう1つ増やした作品である。」であり、154件の評論のうち、高く評価しているのは93%にあたる143件で、平均して10点満点中8.13点を得ている。
AlloCinéによれば、フランスの23件のメディアによる評価の平均は5点満点中4.2点である。

### 受賞歴
| 賞                                   | 部門                   | 結果       |
| ------------------------------------ | ---------------------- | ---------- |
| カンヌ国際映画祭                     | 女優賞                 | 受賞       |
| カンヌ国際映画祭                     | 全キリスト教会審査員賞 | 受賞       |
| カンヌ国際映画祭                     | パルム・ドール         | ノミネート |
| ゴールデングローブ賞                 | 外国語映画賞           | ノミネート |
| ダーバン国際映画祭                   | 脚本賞                 | 受賞       |
| オスロ 南からの映画祭                | 観客賞                 | 受賞       |
| ナショナル・ボード・オブ・レビュー賞 | 外国語映画賞           | 受賞       |
| ワシントンD.C.映画批評家協会賞       | 外国語映画賞           | ノミネート |
| アジア太平洋映画賞                   | 作品賞                 | ノミネート |
| アジア太平洋映画賞                   | 脚本賞                 | ノミネート |
| サテライト賞                         | 外国語映画賞           | ノミネート |
| クロトゥルーディス賞                 | 作品賞                 | 受賞       |
| クロトゥルーディス賞                 | 監督賞                 | 受賞       |
| クロトゥルーディス賞                 | 助演男優賞             | ノミネート |
| クロトゥルーディス賞                 | オリジナル脚本賞       | 受賞       |